# Ода Нобусада
Ода Нобусада (яп. 織田信貞; 1574 — 21 липня 1624) — японський самурай, належить до клану роду Ода, жив в періоді Адзуті-Момояма до періоду Едо, а також був сином відомого державного і військового діяча Оди Нобунаги.

## Сім'я
- Батько:
  - Ода Нобунаґа
- Брати:
  - Ода Нобутада
  - Ода Нобукацу
  - Ода Нобутака
  - Ода Хідекацу
  - Ода Кацунага
  - Ода Нобухіде
  - Ода Нобуєсі
  - Ода Нобуєсі
  - Ода Наґацугу
  - Ода Нобумаса
- Сестри:
  - Оїті
  - Токухіме
  - Фуюхіме
  - Ейхіме
  - Хоонін
  - Санномарудоно